# Hausgereut
Hausgereut (historisch: Hausgereuth) ist ein Stadtteil von Rheinau in Baden-Württemberg.

## Geschichte

### Mittelalter
Das Dorf Hausgereut lag im Amt Lichtenau der Herrschaft Lichtenberg. Es war ein Lehen des Bischofs von Straßburg. Die Erstbelehnung erfolgte vermutlich 1274. 1288 wurde die Kirche errichtet. Sie zählt zu einer der ältesten erhaltenen des Hanauerlandes. 1335 nahmen die mittlere und die jüngere Linie des Hauses Lichtenberg eine Landesteilung vor. Dabei fiel das Amt Lichtenau – und damit Hausgereut – an Ludwig III. von Lichtenberg, der die jüngere Linie des Hauses begründete. Hausgereut war von 1390 bis 1393 an Dietmar Blumenau verpfändet. In einer Fehde wurde es 1429 zerstört, verschont blieb nur die Kirche.
Anna von Lichtenberg (* 1442; † 1474) war als Tochter Ludwigs V. von Lichtenberg (* 1417; † 1474) eine von zwei Erbtöchtern mit Ansprüchen auf die Herrschaft Lichtenberg. Sie heiratete 1458 den Grafen Philipp I. den Älteren von Hanau-Babenhausen (* 1417; † 1480), der eine kleine Sekundogenitur aus dem Bestand der Grafschaft Hanau erhalten hatte, um sie heiraten zu können. Durch die Heirat entstand die Grafschaft Hanau-Lichtenberg. Nach dem Tod des letzten Lichtenbergers, Jakob von Lichtenberg, eines Onkels von Anna, erhielt Philipp I. d. Ä. 1480 die Hälfte der Herrschaft Lichtenberg. Die andere Hälfte gelangte an seinen Schwager, Simon IV. Wecker von Zweibrücken-Bitsch. Das Amt Lichtenau gehörte zu dem Teil von Hanau-Lichtenberg, den die Nachkommen von Philipp und Anna erbten.

### Frühe Neuzeit
Graf Philipp IV. von Hanau-Lichtenberg (1514–1590) führte nach seinem Regierungsantritt 1538 die Reformation in seiner Grafschaft konsequent durch, die nun lutherisch wurde. 1590 zählte das Dorf etwa 50 Einwohner. Im Dreißigjährigen Krieg und den folgenden Kriegen bis ins 18. Jahrhundert litt das Dorf immer wieder unter erheblichen Schäden.
Nach dem Tod des letzten Hanauer Grafen, Johann Reinhard III. 1736, fiel das Erbe – und damit auch das Amt Lichtenau mit Hausgereut – an den Sohn seiner einzigen Tochter, Charlotte von Hanau-Lichtenberg, Landgraf Ludwig (IX.) von Hessen-Darmstadt.
Hausgereut bildete bis 1785 zusammen mit Holzhausen  einen selbständigen Gerichtsbezirk, der aufgelöst wurde, weil Hausgereut und Rheinbischofsheim fusionierten.

### Neuzeit
Mit dem Reichsdeputationshauptschluss wurde das Amt und Hausgereut 1803 dem neu gebildeten Kurfürstentum Baden zugeordnet. Damals zählte das Dorf 92 und 1833 bereits 126 Einwohner. Durch Gesetz vom 11. April 1844 wurde der Verbund zwischen Hausgereut und Rheinbischofsheim wieder aufgelöst und Hausgereut erneut selbständig.
Am 1. Januar 1973 wurde der Landkreis Kehl aufgelöst, dem Hausgereut als dessen kleinste Gemeinde bis zuletzt angehörte. Zeitgleich wurde Hausgereut nach Rheinbischofsheim eingemeindet, das am 1. Januar 1975 mit Freistett zur Stadt Rheinau fusionierte.